# Lecythocaris
Lecythocaridae
Famille
Genre
Lecythocaris est un genre éteint de crabes ayant vécu au Jurassique supérieur et au Crétacé inférieur, le seul de la famille également éteinte des Lecythocaridae.

## Répartition géographique
Ses restes fossiles sont connus en France, en Autriche et en République tchèque.

## Liste des espèces
- † Lecythocaris paradoxa (von Meyer, 1858)
- † Lecythocaris obesa Schweitzer & Feldmann, 2009

## Référence
- (de) von Meyer, 1860 : Die Prosoponiden oder die Familie der Maskenkrebse. Palaeontographica, vol. 7, p. 183–222.
- (en) Schweitzer & Feldmann, 2009 : Revision of the Prosopinae sensu Glaessner, 1969 (Crustacea: Decapoda: Brachyura) including 4 new families and 4 new genera. Annalen des Naturhistorischen Museums in Wien, ser. A, vol. 110, p. 55–121.

## Source
- (en) De Grave & al., 2009 : A Classification of Living and Fossil Genera of Decapod Crustaceans. Raffles Bulletin of Zoology Supplement, n. 21, p. 1-109.